# 空乏層
空乏層（くうぼうそう、depletion layer）とは、半導体のPN接合などでみられる、キャリアがほとんどなく、電気的に絶縁された領域のこと。欠乏層とも言う。

## 概要
半導体のPN接合部分やショットキー接合、MOS接合において見られる、電子や正孔（キャリア）のほとんど存在しない領域。多数キャリアを欠くことで帯電し、電気二重層と内蔵電場を形成する。キャリアの移動に対しては1種の障壁として作用する。
空乏層の幅は印加電圧によって変化する。正方向に電圧をかけることによって縮小または解消する。逆方向に電圧をかけた場合には、その範囲が広がり、電子の移動を妨げる。
厚みが1nm前後またはそれ以下になるとトンネル効果を示す。ダイオードやトランジスタなど各種の半導体素子で利用される。